# Vonones scabrissimus
Vonones scabrissimus is een hooiwagen uit de familie Cosmetidae.